# Космическая Скратастрофа
«Космическая Скратастрофа» (англ. Cosmic Scrat-tastrophe) — короткометражный мультфильм про Скрата. Был показан на Comic-Con. В этой короткометражке в пародийной форме рассказывается о появлении Солнечной системы. Она одновременно стала тизером к пятой серии фильма.

## Сюжет
Скрат пытался найти место, чтобы спрятать свой жёлудь. Неожиданно он проваливается под землю и оказывается в пещере, однако, вставив жёлудь, весь лёд тает, и он оказывается в летающей тарелке. Скрат случайно активирует тарелку и поначалу бьётся о стенки пещеры, а потом отправляется в космос. Там он врезается в Луну. Она же врезается в остальные планеты, и те начинают беспорядочно летать, словно бильярдные шары, по галактике и врезаться друг в друга. К примеру Марс, врезавшись в Юпитер, создал на нем Большое красное пятно, Сатурн закатился в кольца. Тем временем Скрат пытается достать жёлудь из пульта на космическом корабле. Наконец Скрату это удаётся — он достал жёлудь из пульта и увидел, что создал Солнечную систему…
Но тут две планеты столкнулись и образовали пояс астероидов. Скрат случайно вышел в открытый космос со своим жёлудем, и потерял его. Оказавшись на астероиде, он нашёл свой жёлудь и торжественно воткнул его. Но из-за это астероид раскололся, и одна половина из них угрожает Земле.

## В ролях
| Роль | Актёр          | Русский дубляж    |
| --- | -------------- | ----------------- |
| Манфред (Мэнни), муж Элли, отец Персик, друг Сида, Диего, Ширы, Крэша, Эдди и Бака, мамонт                                                      | Рэй Романо     | Степан Старчиков  |
| Сидни (Сид), старший сын Милтона и Юнис, старший брат Маршалла, старший внук бабули, друг Мэнни, Диего, Элли, Ширы, Крэша, Эдди и Бака, ленивец | Джон Легуизамо | Антон Комолов     |
| Диего, возлюбленный Ширы, друг Мэнни, Сида, Элли, Крэша, Эдди и Бака, саблезубый тигр                                                           | Денис Лири     | Александр Груздев |
| Скрат, саблезубая белка | Крис Уэдж      | Крис Уэдж         |

## Интересный факт
- Обложка фильма пародирует обложку к фильму «Марсианин».